# Ахілл Александрійський
Ахілл Александрійський (III століття — 313 рік) — 18-й патріарх Александрійський, правив у 312-313 роках.

## Біографія
Народився в Александрії, Єгипет і був відомий знаннями та побожністю, тому папа Теона висвятив його на священика і призначив головою Александрійської богословської школи після від'їзду Пієрія. Імовірно був дуже високо оцінений за роботу в грецькій філософії та богословській науці, як пізніше описав його Афанасій Великий почесним званням «Ахілл Великий». 
За рекомендацією Петра Александрійського, Ахілл був інтронізований патріархом у грудні (Кіахк) 312 року, після мученицької смерті Петра під час Діоклетіанових гонінь. Піддався проханню Арія, засудженого Петром, повернутися на колишнє місце священика і проповідника.
Ахілл помер через шість місяців, 19 Паоні (26 червня) 313 року.

## Наслідки
Після його смерті Арій висунув себе на посаду єпископа Александрійського, але духовенство та народ обрали замість нього Александра Александрійського. 